# Akiko Sekine
Akiko Hirao-Sekine (Japans: 平尾-関根 明子, Sekine Akiko) geboren als Akiko Hirao (Kitakyushu, 30 augustus 1975) is een professioneel Japans triatlete uit Tanashi (Nishitōkyō). Ze werd driemaal Aziatisch kampioene. Ook nam ze tweemaal deel aan de Olympische Spelen, maar won hierbij geen medailles.
In 2000 behaalde ze een 17e plaats op de Olympische Spelen van Sydney met een eindtijd van 2:04.18,70. Vier jaar later behaalde ze een 12e plaats op de Olympische Spelen van Athene met een eindtijd van 2:07.34,02.
Sekine studeerde aan de Universiteit van Kyushu (九州国際大学, Kyūshū kokusai daigaku).

## Titels
- Aziatisch kampioene triatlon: 1999, 2002, 2004, 2007

## Belangrijke prestaties

### triatlon
- 1999: 7e ITU wereldbekerwedstrijd in Hawaï
- 1999: 9e ITU wereldbekerwedstrijd in Monte Carlo
- 1999: 11e ITU wereldbekerwedstrijd in Sydney
- 1999: 22e ITU wereldbekerwedstrijd in Gamagori
- 1999: 38e ITU wereldbekerwedstrijd in Ishigaki
- 1999:  Aziatische kampioenschappen
- 1999: 13e WK olympische afstand in Montreal - 1:57.50
- 2000:  ITU wereldbekerwedstrijd in Ishigaki
- 2000: 6e ITU wereldbekerwedstrijd in Tokio
- 2000: 12e ITU wereldbekerwedstrijd in Corner Brook
- 2000: 17e Olympische Spelen van Sydney - 2:04.18,70
- 2001: 5e ITU wereldbekerwedstrijd in Yamaguchi
- 2001: 7e ITU wereldbekerwedstrijd in Toronto
- 2002: 40e ITU wereldbekerwedstrijd in Nice
- 2002:  Aziatische kampioenschappen
- 2003: 6e ITU wereldbekerwedstrijd in Tongyeong
- 2003: 12e ITU wereldbekerwedstrijd in St. Antony's
- 2003: 26e WK olympische afstand in Queenstown - 2:12.33
- 2004: 6e ITU wereldbekerwedstrijd in Gamagori
- 2004: 11e ITU wereldbekerwedstrijd in Ishigaki
- 2004:  Aziatische kampioenschappen
- 2004: 10e WK olympische afstand in Funchal - 1:54.34
- 2004: 12e Olympische Spelen van Athene - 2:07.34,02
- 2006: 29e WK olympische afstand in Lausanne - 2:10.07
- 2006:  Aziatische Spelen
- 2007: 28e WK olympische afstand in Hamburg - 1:58.00